# Iglesia de San Antonio (Pamplona)
La iglesia de San Antonio en Pamplona (Navarra) es un edificio de los Padres Capuchinos situado en el Segundo Ensanche e inaugurado en 1940. Está dedicado a San Antonio de Padua. Pertenece a la parroquia de San Miguel. 
Es la segunda iglesia capuchina en Pamplona, siendo la más antigua otra situada extramuros de la capital. Desde el 17 de abril de 1951 su iglesia se convierte en la parroquia de San Pedro. Esta circunstancia se une al hecho de estar junto al monasterio Viejo de San Pedro, esta vez dedicado a San Pedro de Ribas, dando sentido a que el barrio de la Rochapea, al menos esa parte, sea referido aún hoy en día por mucha gente, como de "San Pedro" o "Capuchinos".

## Ubicación
Está ubicado en la zona media del Segundo Ensanche, en la Avenida de Carlos III 22 y junto a la Plaza de las Merindades, siendo la calle de San Fermín la que delimita por el sur el conjunto que, además de la iglesia, incluye el convento con varias dependencias para usos múltiples.

## Historia

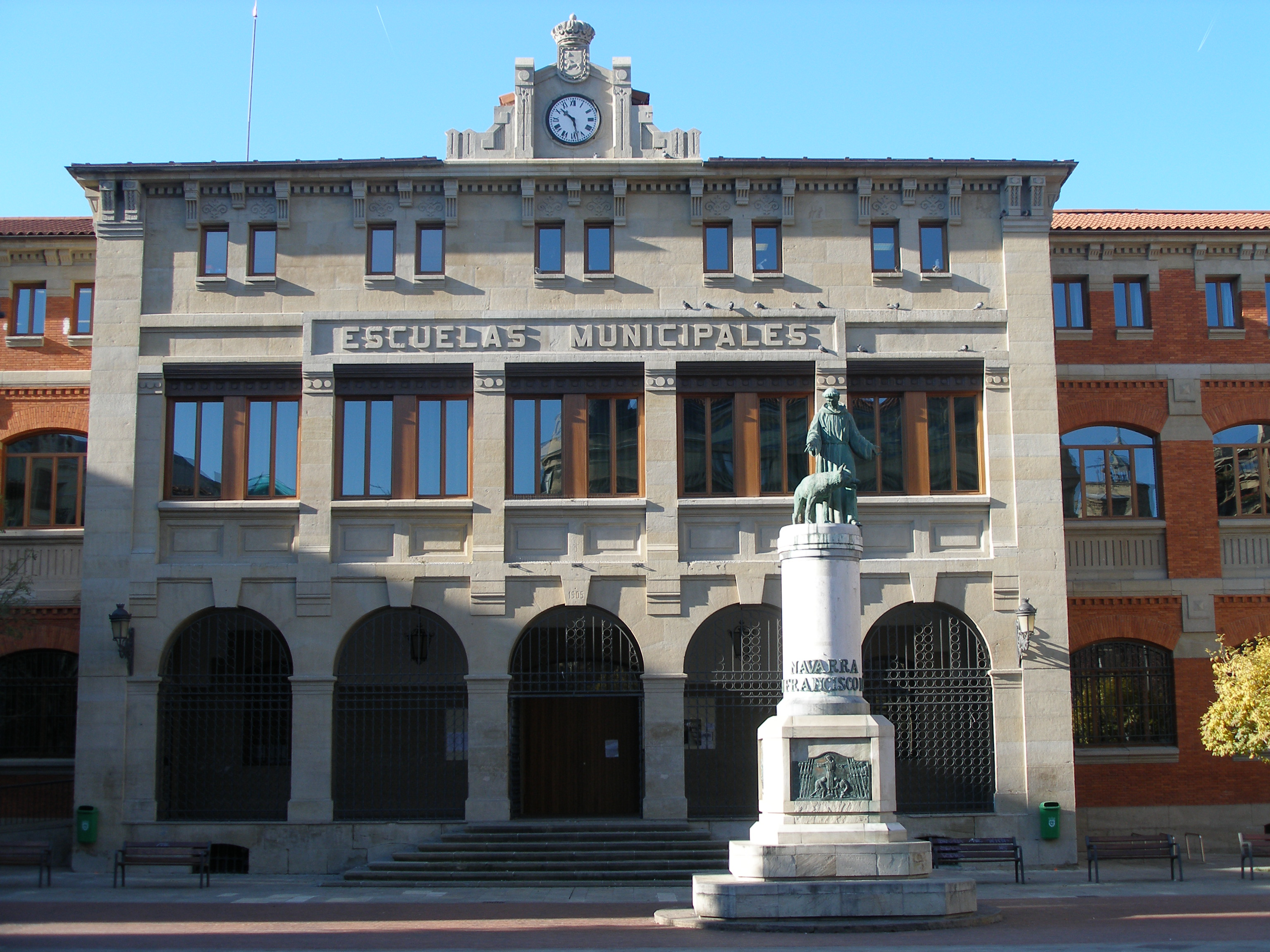
Escuelas municipales de San Francisco y escultura dedicada a San Francisco de Asís en la plaza del mismo nombre que recuerdan la presencia franciscana en el lugar.

### Franciscanismo en Pamplona
Como ya se apuntaba en la introducción, la corta edad de este edificio puede diluir la noción de que los franciscanos, primero, las clarisas y los capuchinos, después, están asentados en Pamplona desde los albores del nacimiento de la orden. Hay incluso una arraigada leyenda de la presencia del mismo San Francisco de Asís en la ciudad, en peregrinación a Santiago, y con la finalidad de apaciguar tensiones entre los burgos de la ciudad ya entonces muy belicosos entre ellos.
Tarsicio de Azcona (OFM), periodifica esta presencia que se matiza con datos aportados por otros autores:
- Hacia 1228 hasta 1244-1247: la fecha inicial está en torno a 1230 en la cual se habrían asentado ya en el ya existente entonces monasterio de San Pedro de Ribas, extramuros de la ciudad, a orillas del río Arga.[3][7] En torno a estas fechas también se constataría la presencia de las clarisas en el convento de Santa Engracia, junto al antiguo puente y el molino del Mazón que, andando los años, tomaría el nombre de la congregación con el que actualmente se conoce. Habría sido la primera fundación fuera de Italia.[8]

- Desde 1244-1247 a 1521: Tras un breve período allí, se trasladaron a la zona de la Taconera (entre 1244-1247) donde se mantuvieron hasta la conquista de Navarra en 1512-1521 aunque las guerras civiles entre agramonteses y beamonteses, desde 1460, habría dejado en la ruina el convento usado en la defensa de Pamplona. Las tropas del Duque de Alba, por un lado, y la incursión del ejército francés de 1521 causaron incluso mayor daño.[9][10]
- Entre 1522-1836: reconstruido con apoyo de Carlos V e intermediación decidida de Juan de Rena, intramuros de la ciudad, hasta la desamortización de Mendizábal. En lugar habría sido el ocupado actualmente por la Plaza de San Francisco, en concreto por el solar de las escuelas municipales que llevan el mismo nombre recordando ese pasado.[3] Dentro de este período se data la construcción, en 1606, del primer convento capuchino propiamente, nuevamente extramuros de Pamplona, cerca del monasterio viejo de San Pedro. Tarsicio Azcona apunta el nombre de «convento de la Inmaculada Extramuros de Pamplona».[11] Con la misma suerte del ubicado en el centro de la ciudad, por la desamortización fue abandonado hasta 1879 en que se restaura la comunidad. También dentro de este período se verifica el traslado de la comunidad de las clarisas desde Santa Engracia a Olite.[12][13]

### El convento actual
La primera piedra fue colocada el 13 de junio de 1939, festividad de San Antonio de Padua, presidiendo el acto el padre Donato de Welle, —Ministro General de la Orden de los Capuchinos entre 1938-1946, junto al entonces arzobispo de Pamplona, Marcelino Olaechea. Poco más de año después, el  29 de junio de 1940, festividad de San Pedro y San Pablo, su inauguración. Fue diseñado por el arquitecto Modesto López Otero (director de la Escuela Técnica Superior de Arquitectura de Madrid) y construido por el contratista Félix Huarte, bajo la dirección del arquitecto técnico Francisco Javier Garráus Miqueo que ejecutó el proyecto fielmente.

## Descripción

### Exterior
El solar, de 1641 m2, fue aprovechado al máximo (1300 m2) repartidos entre el convento, con cuatro plantas y un claustro, y la iglesia. Su tipología es de una iglesia de manzana cerrada mostrando en el exterior «un volumen unitario integrado en una manzana de viviendas con dos grandes paños lisos de ladrillo vistos».
La fachada está hecha de ladrillo y hormigón, haciendo un uso artístico de los materiales de construcción que estaban disponibles económicamente en la época. El acceso principal está escorado hacia un lateral y presenta un rosetón de arcos concéntricos, casi ciego, y un pequeño campanario.
La fachada está adornada por tres figuras construidas en cemento: San Antonio de Padua, encima del acceso principal, cuya iconografía le representa con el Niño Jesús en brazos, obra del escultor Áureo Rebolé; en la puerta secundaria, más al sur, Santa Teresita de Lisieux, con los Evangelios abiertos y un ramo de flores; y, por último, en el chaflán, la imagen de San Francisco de Asís sobre la puerta de acceso al convento obra de Ramón Arcaya que ya había realizado pocos años antes otro monumento a San Francisco de Asís en Pamplona. Se da la circunstancia de que es la última escultura que realizó este artista.

### Interior
La iglesia presenta una solución de una amplia nave única, totalmente diáfana, con unas dimensiones de 36 metros de largo, 20 metros de ancho y 22 metros de alto en el interior.  Está toda ella revestida con una tarima de madera. Además, en el interior se logra «abundante iluminación natural» obtenida mediante «la disposición y tamaño de largas vidrieras» como elementos que componen la fachada principal.
Los frescos del altar mayor y laterales fueron realizados dos años más tarde de la inauguración por el pintor pamplonés Emilio Sánchez Cayuela, Gutxi que también decoraría pocos años después la vecina iglesia de San Francisco Javier (Pamplona). Este autor mantuvo una estrecha amistad con el empresario Félix Huarte que le procuraría bastante trabajo.
La Capilla Penitencial está presidida por un Cristo en la Cruz obra del escultor Alonso Cano y procedente del antiguo Colegio de Lecároz (Baztán) que administraron durante muchos años los PP. Capuchinos en aquella localidad. Las vicisitudes sobre cómo llegó esta figura hasta su actual ubicación es un asunto que ha tratado la profesora María Concepción García Gainza destacando que una feliz confusión en 1891 hizo que una donación «a perpetuidad», según consta en el recibo, terminará recalando en tierras navarras «uno de los mejores ejemplares de la escultura religiosa del barroco hispano».

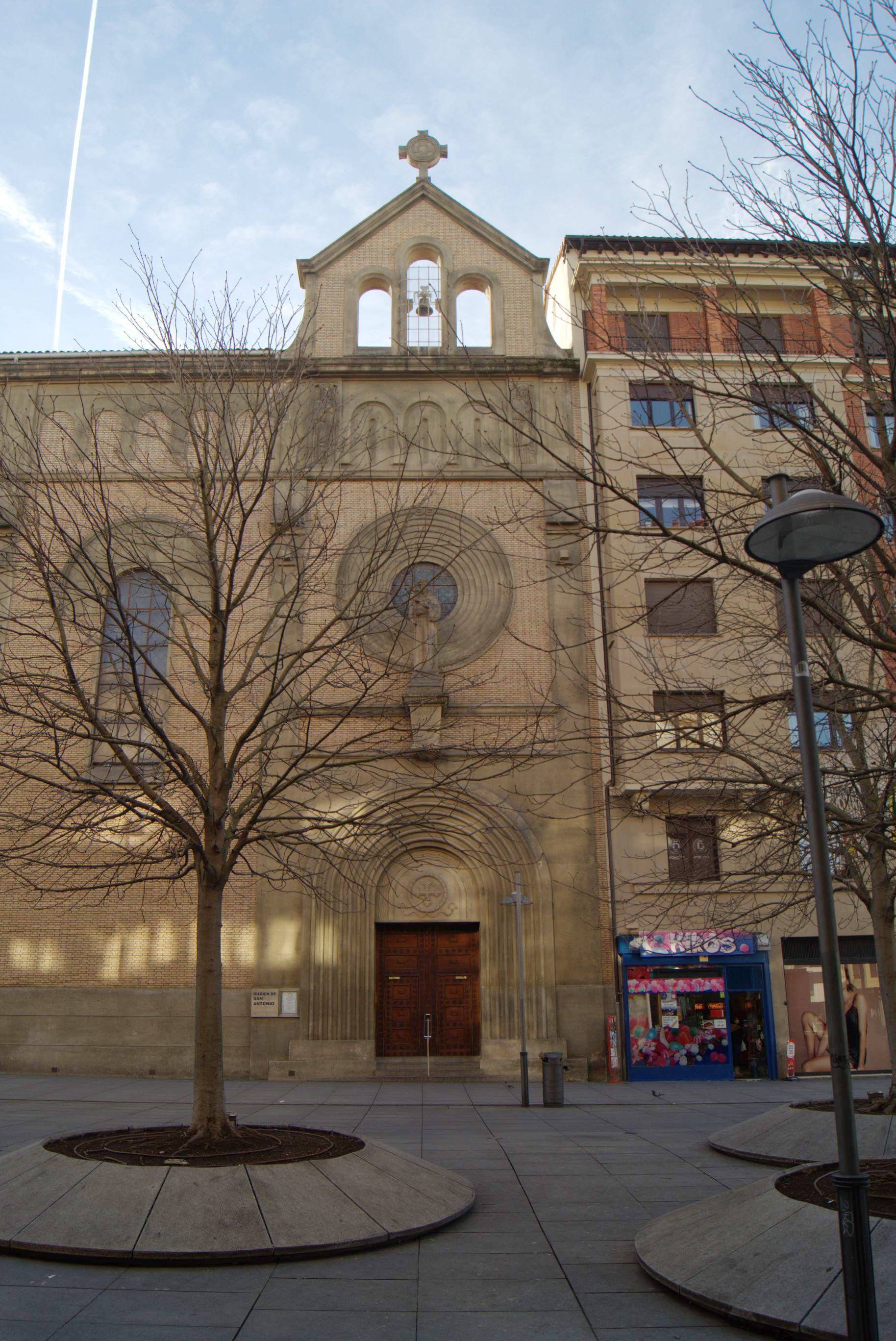
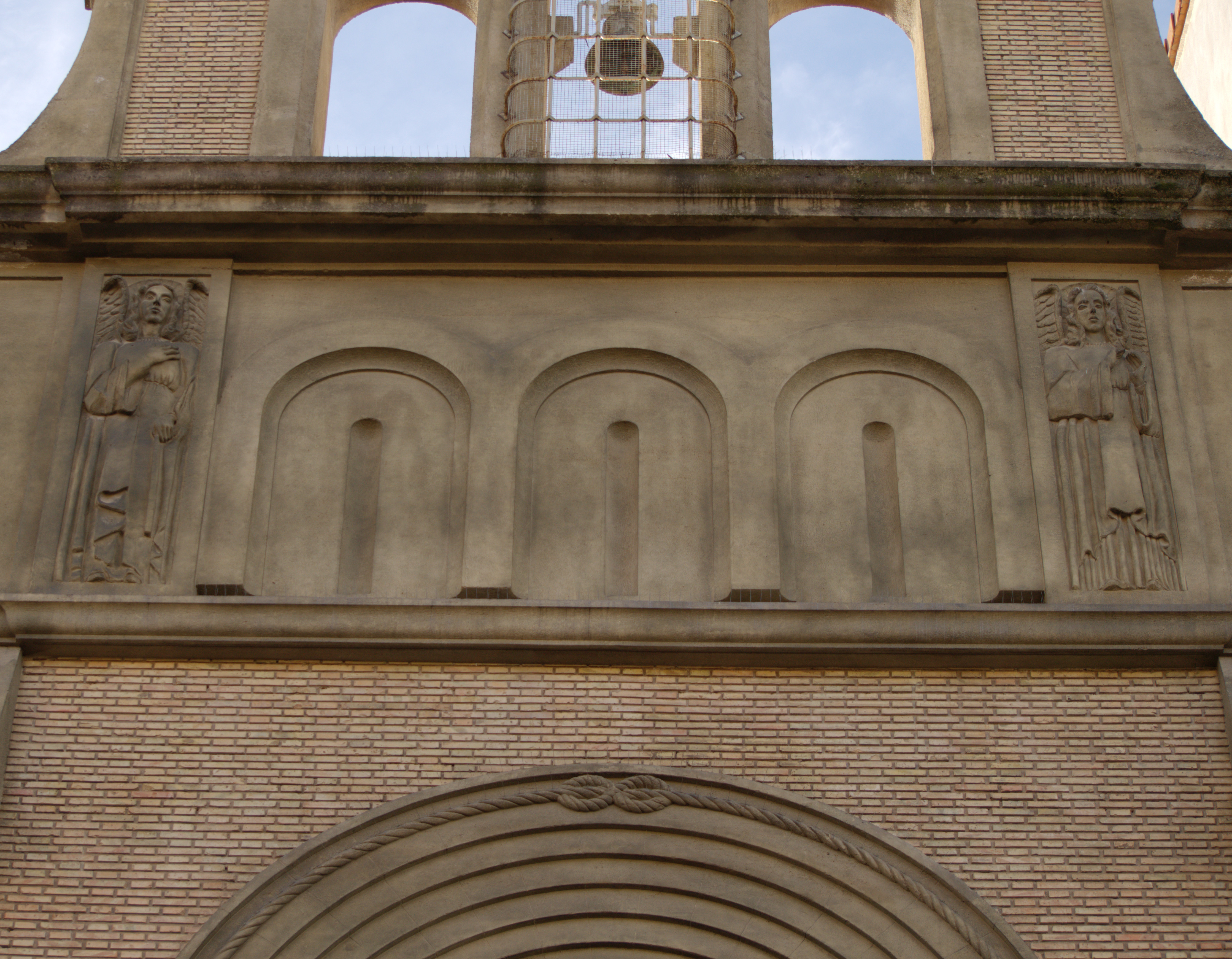
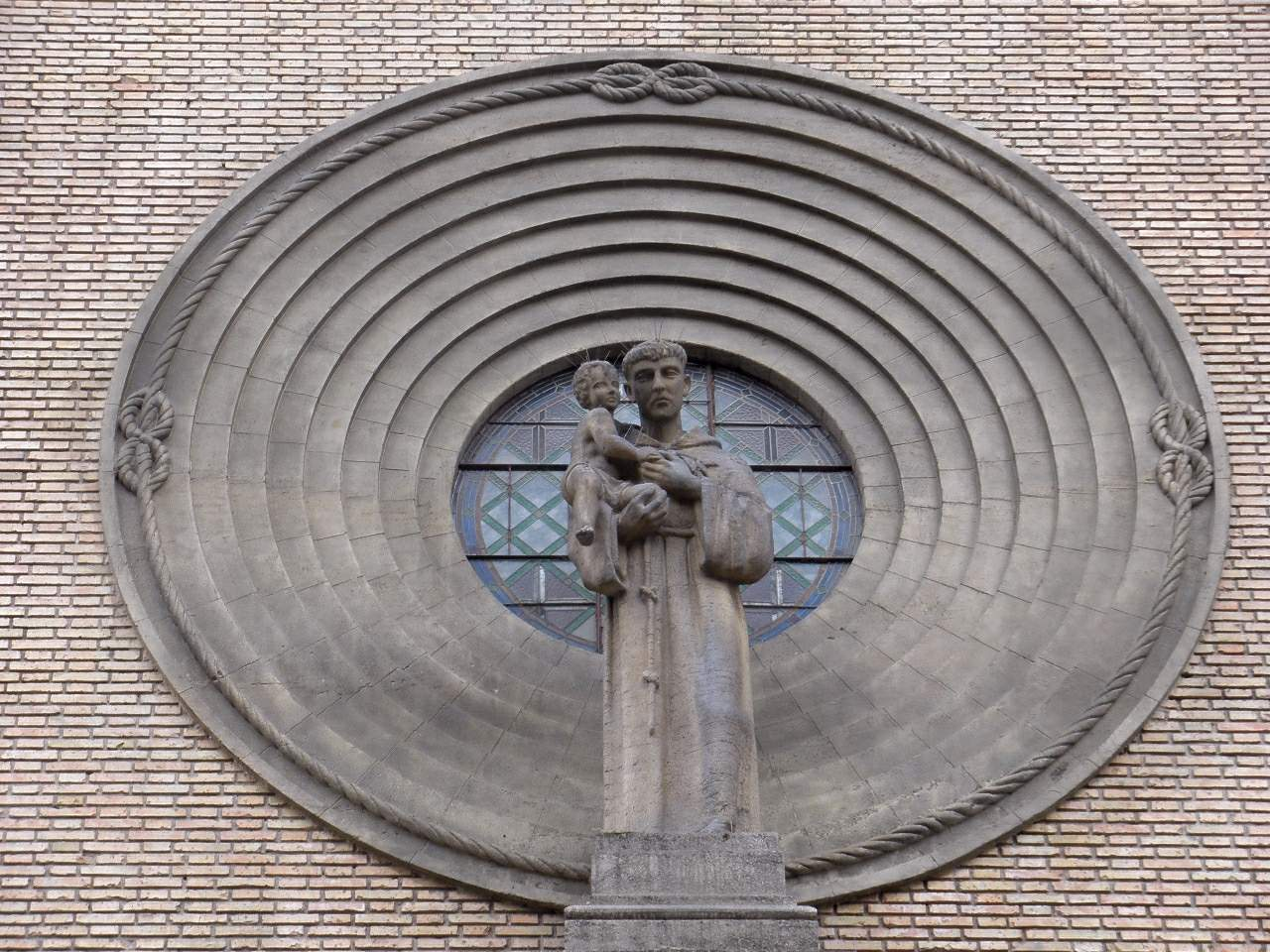
Detalle de San Antonio de Padua, de Áureo Rebolé.
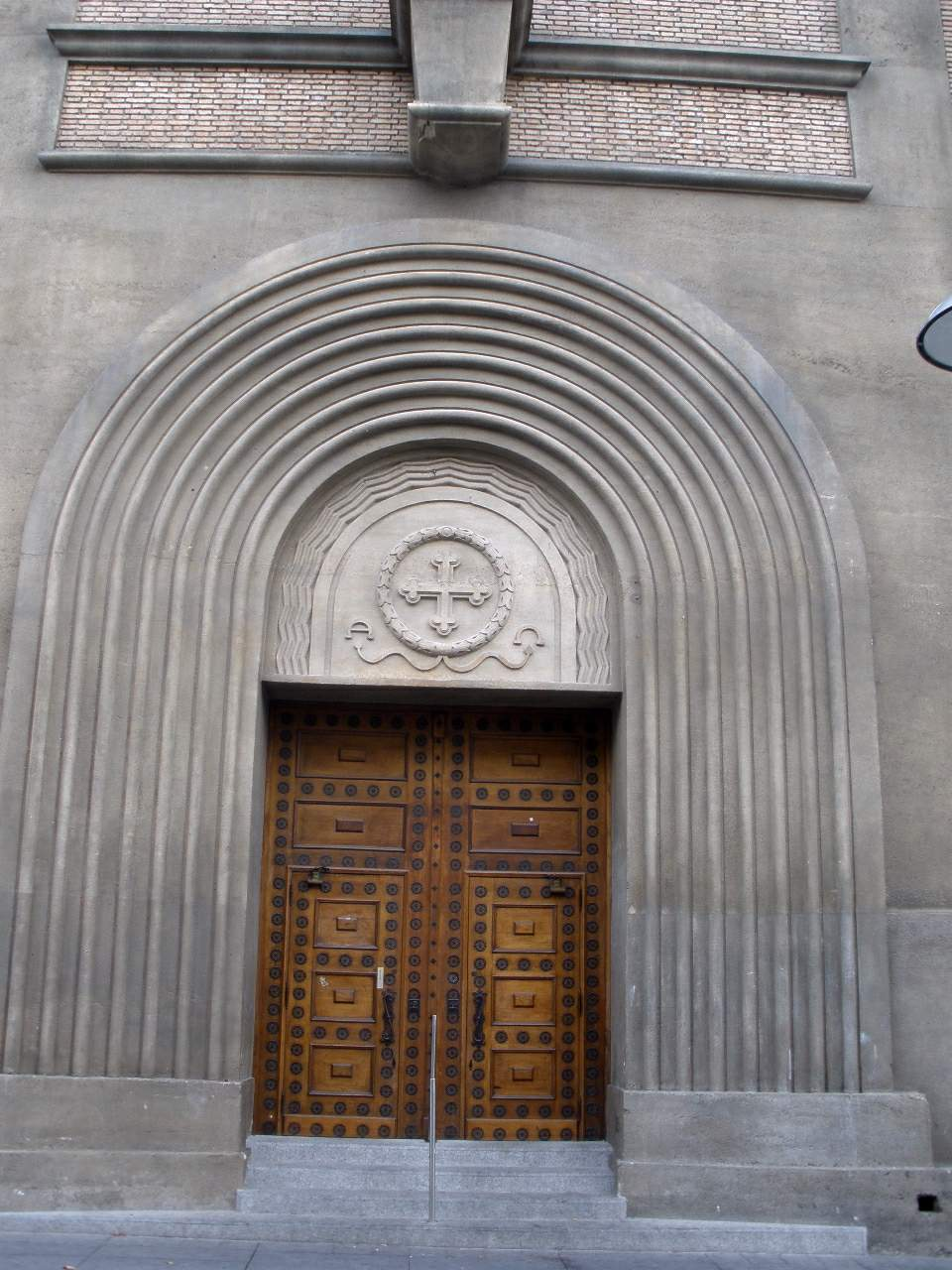
Portal de acceso.
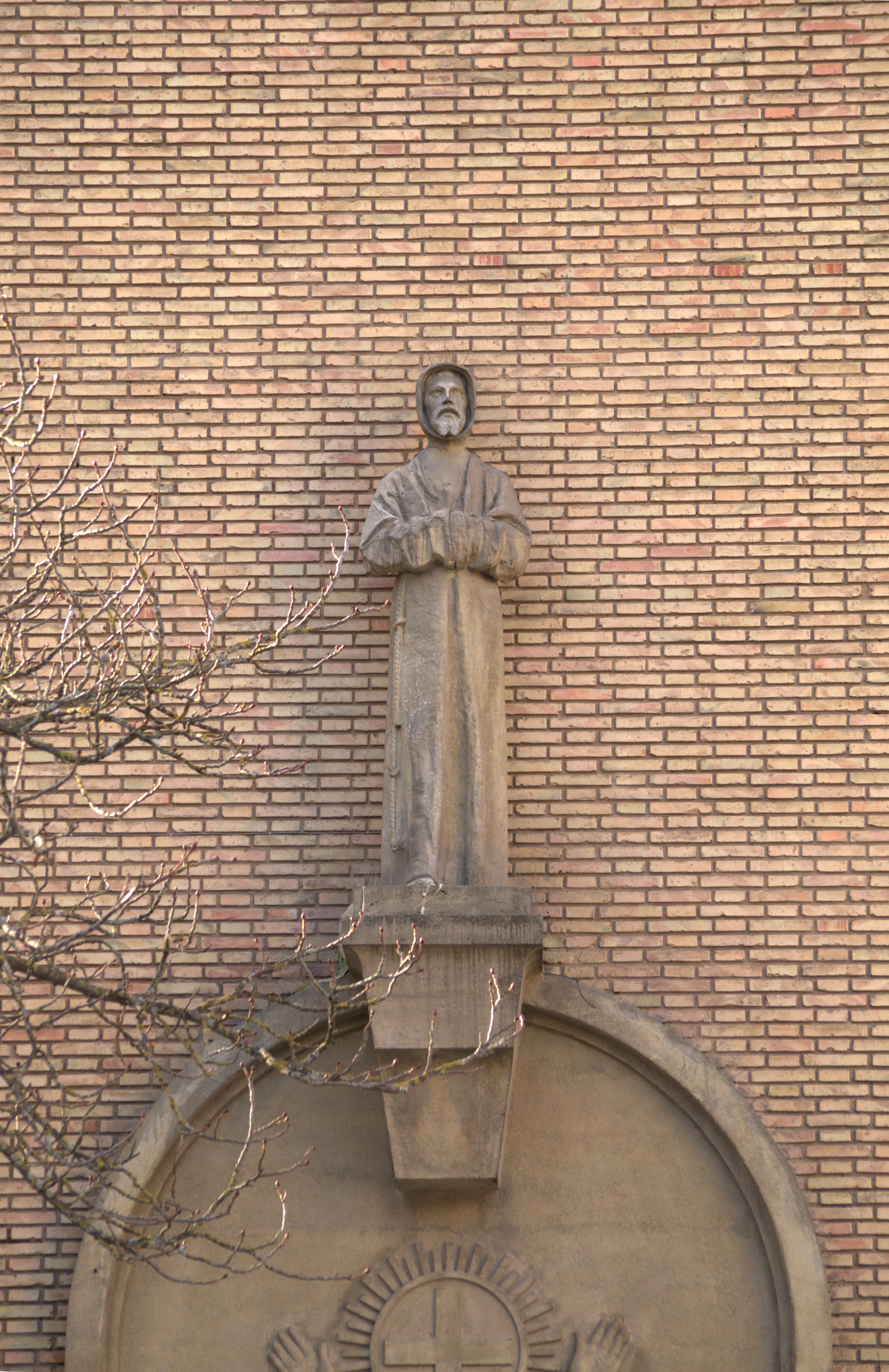
Imagen de San Francisco de Asís (1940-41).
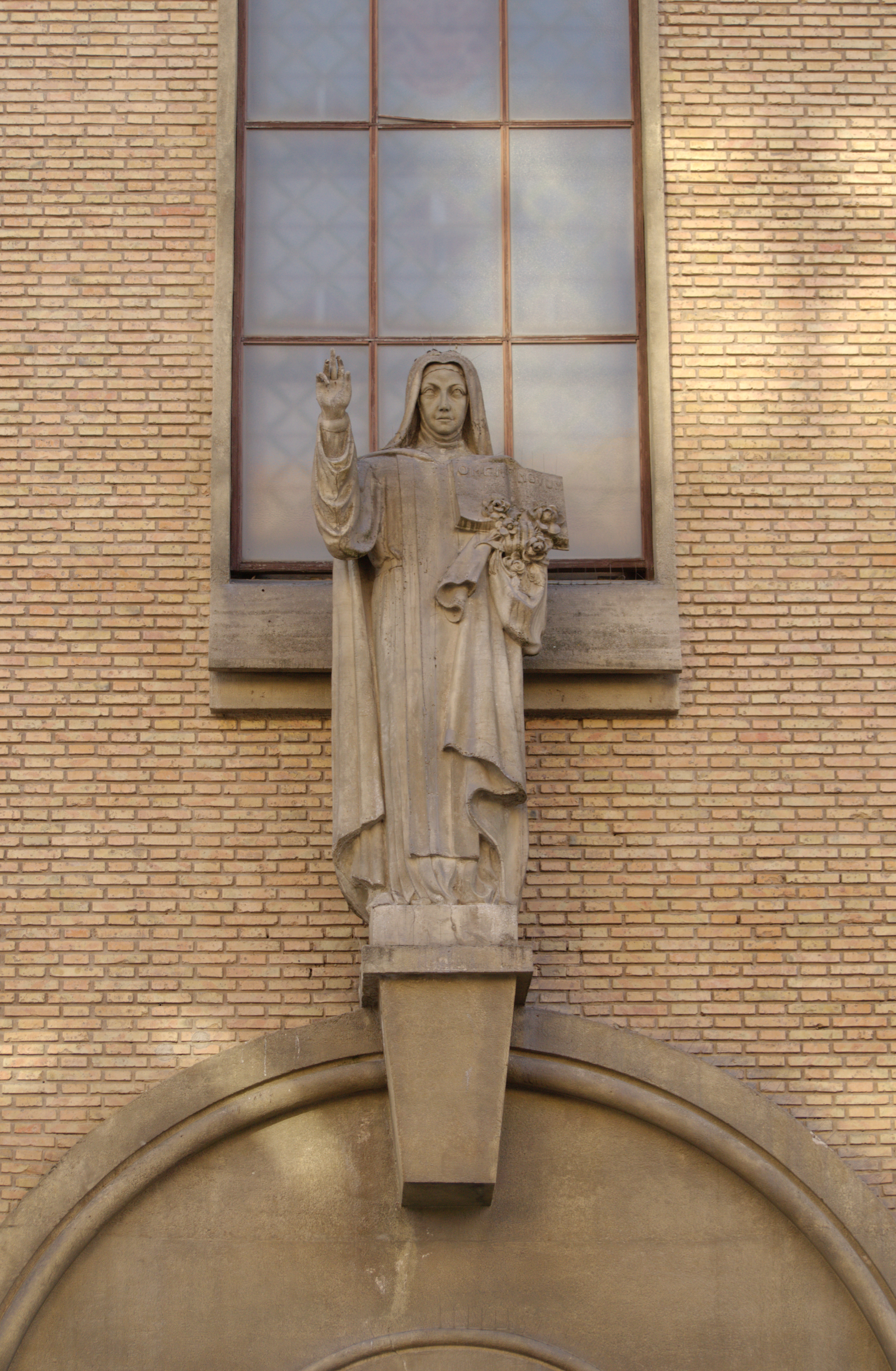
Santa Teresita de Lisieux
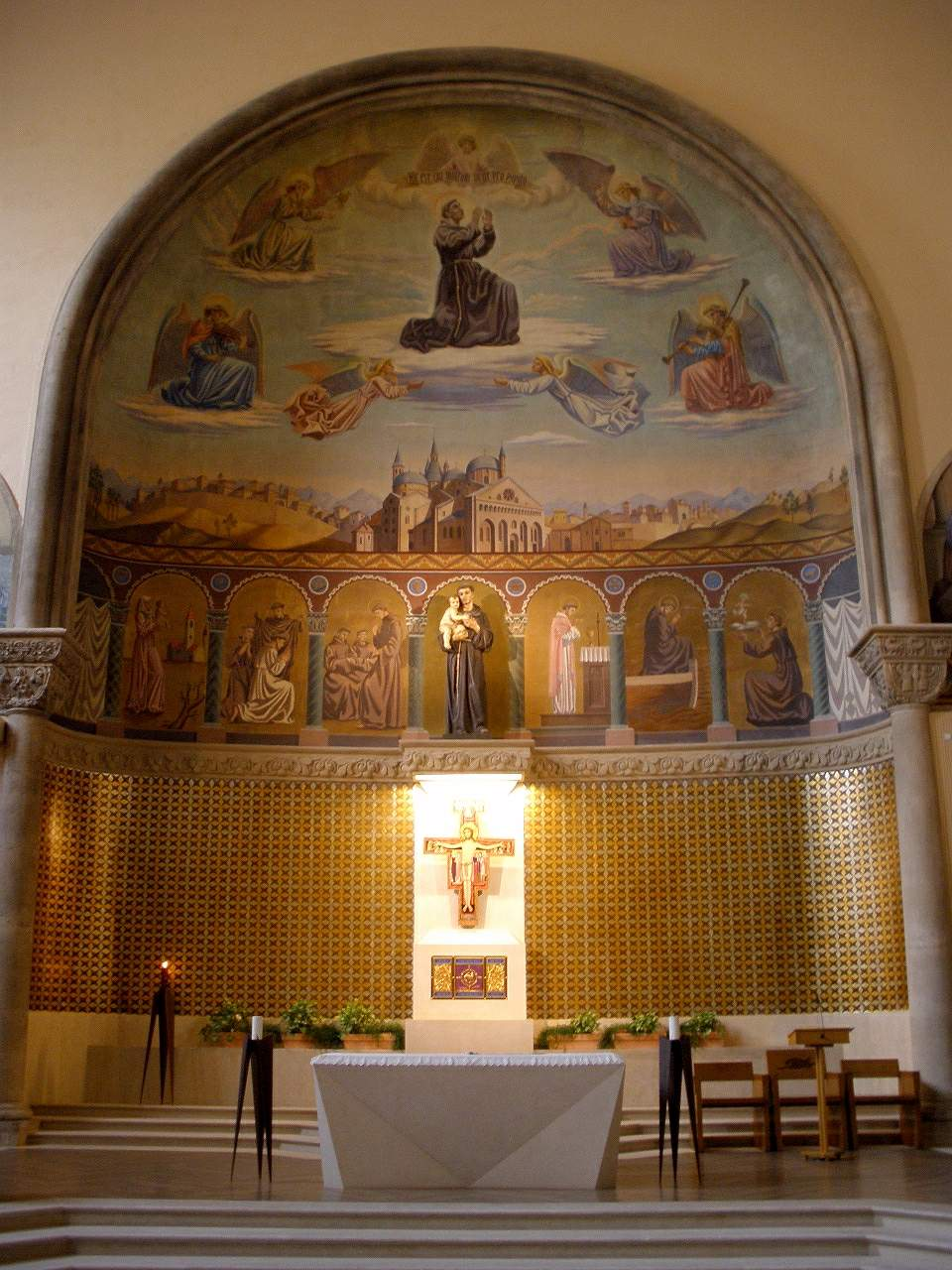
El altar mayor con las pinturas murales de Emilio Sánchez Cayuela.
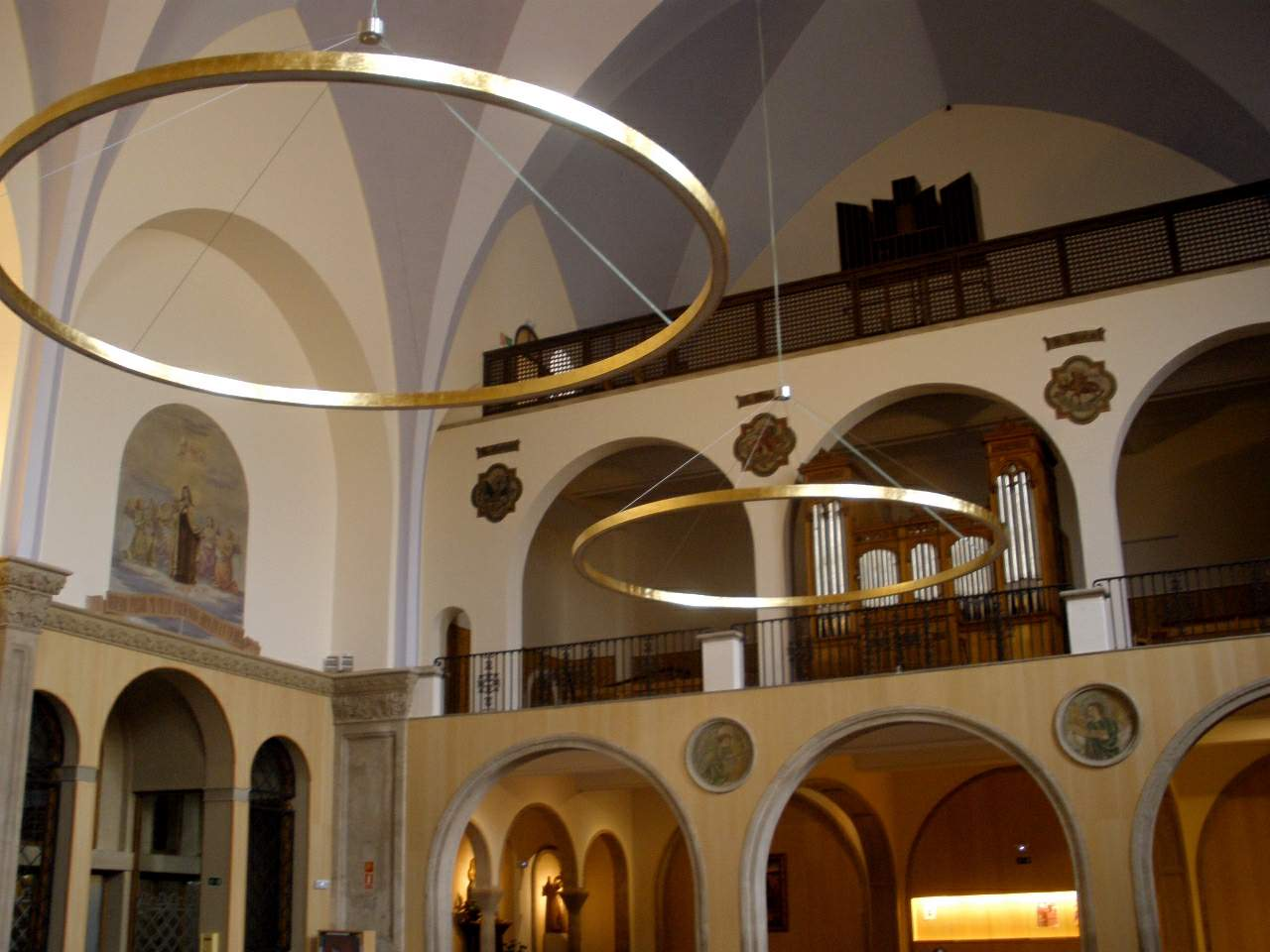
Coro
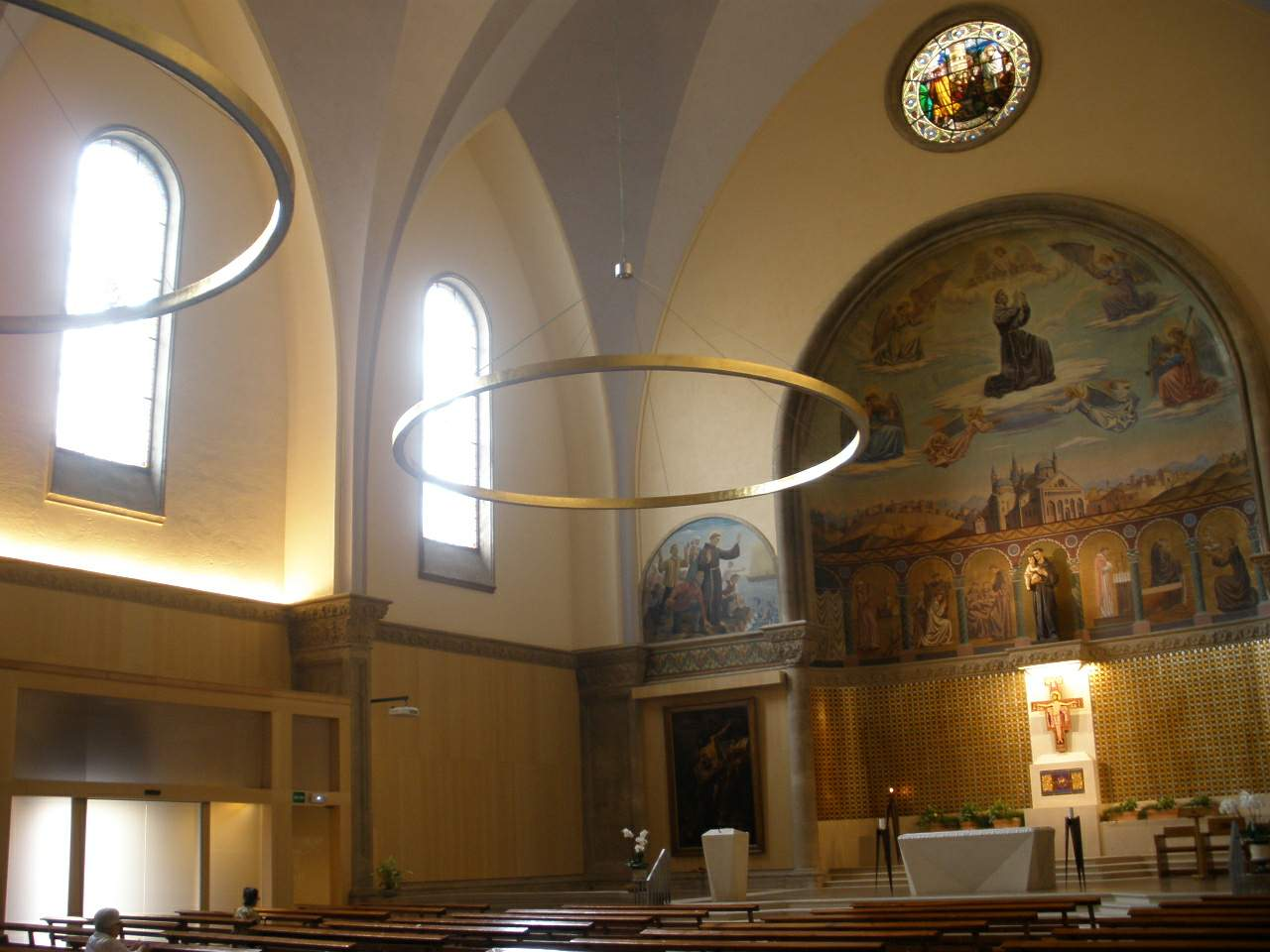
Vista del interior
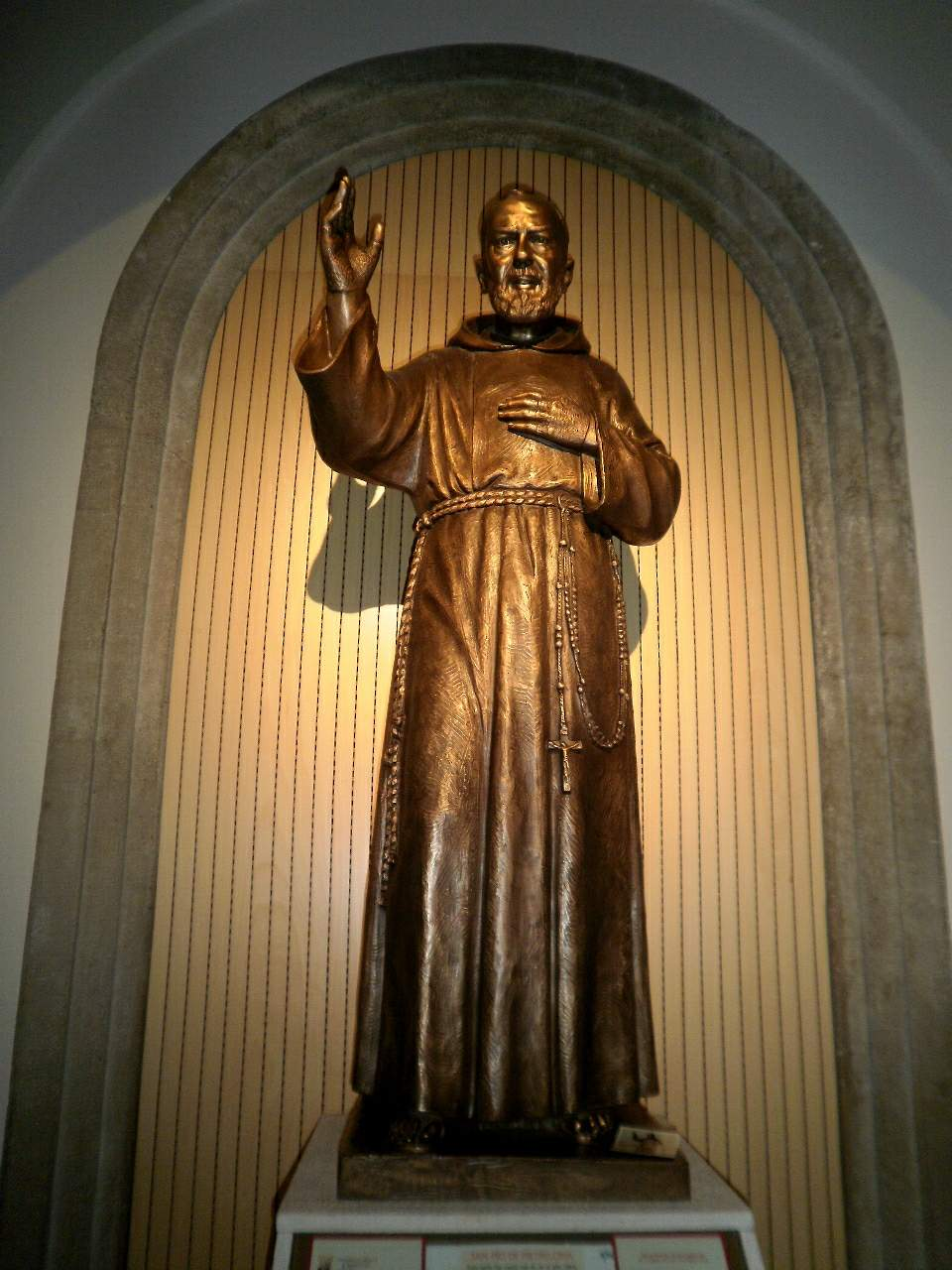
Figura del místico italiano Pío de Pietrelcina.
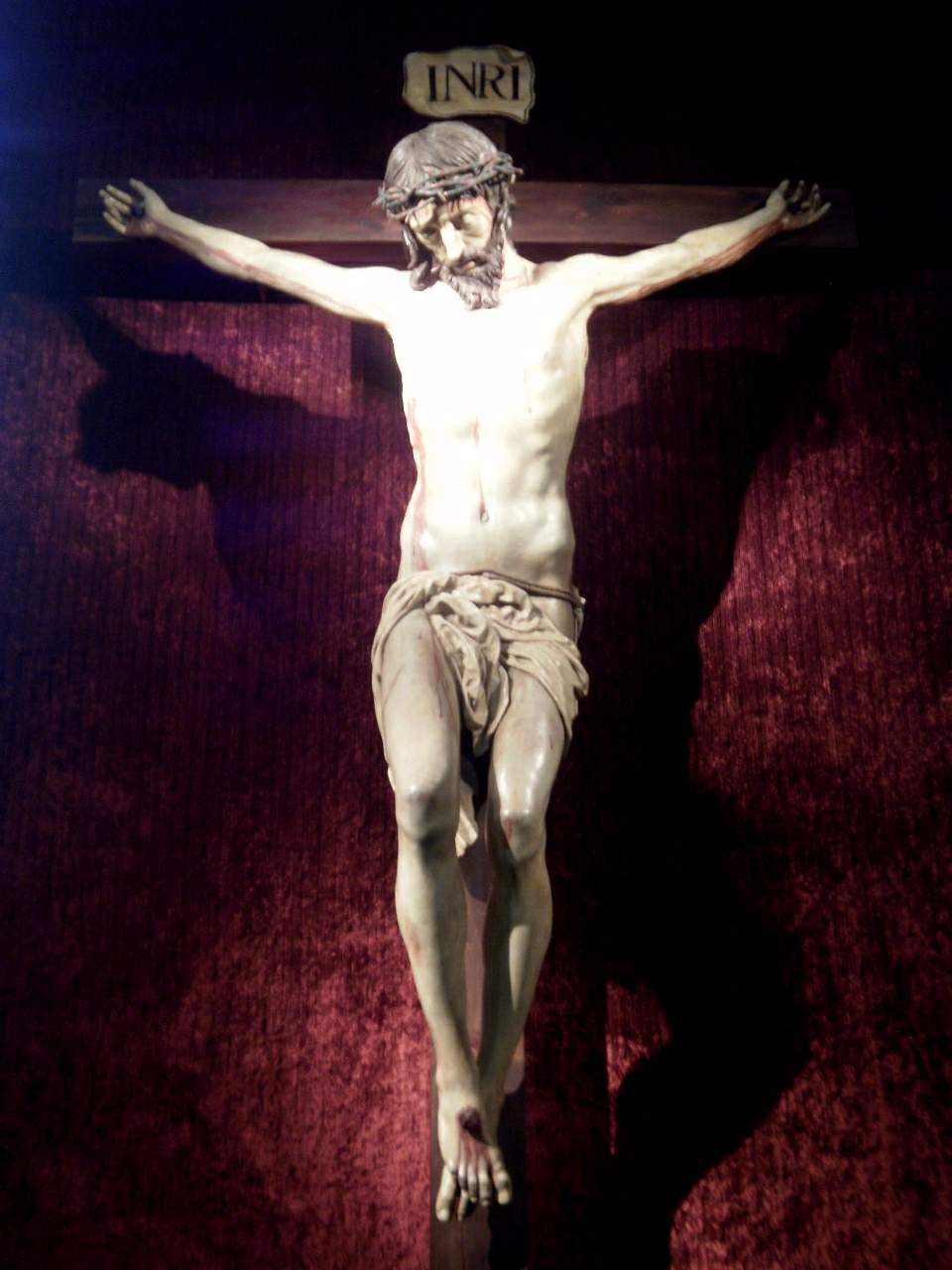
Cristo en la Cruz, obra del escultor Alonso Cano.
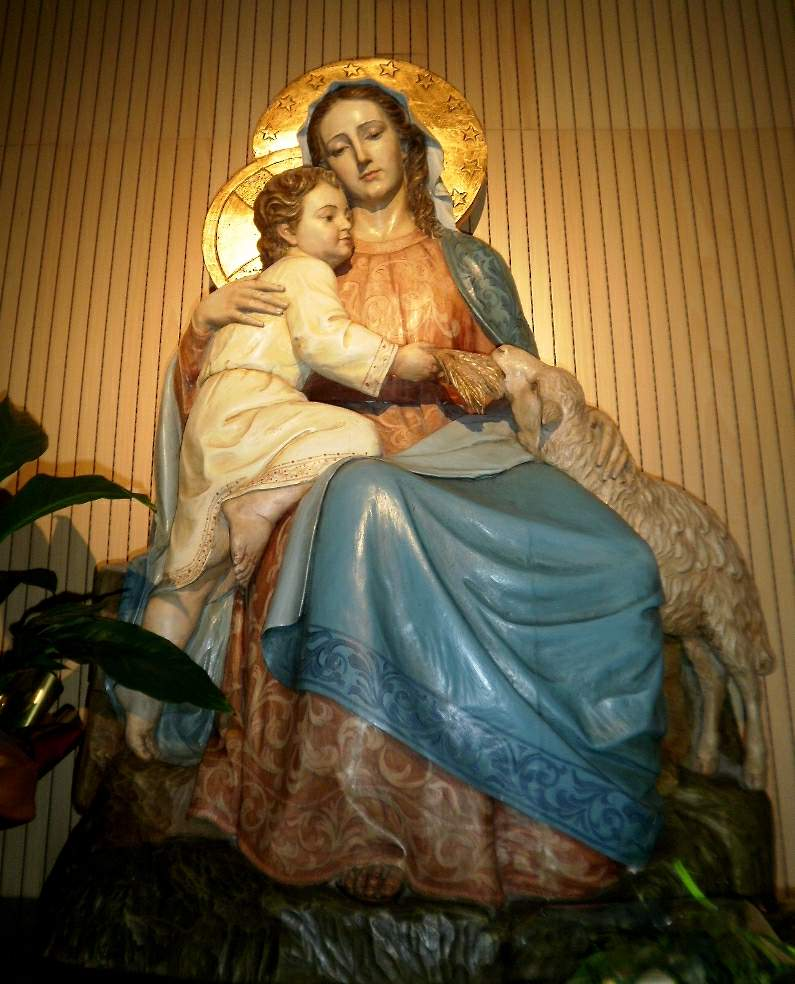